# Дитячий притулок М. Терещенка
 Дитячий притулок Миколи Терещенка — пам'ятка архітектури місцевого значення (охоронний № 336-См) XIX століття. Розташована у східній частині історичного середмістя Глухова Сумської області по вулиці Київська за адресою вулиця Київська, 45.

## Історія
Будинок зведено в 1872 році коштом тодішнього Глухівського міського голови Ніколи Артемовича Терещенка для розміщення сирітського притулку, заснованого ще його батьком Артемом Яковичем Терещенком. Цього ж року в Київському учбовому окрузі було розпочато справу про статут цього закладу. Після смерті Артемія Терещенка у 1878 році його син Нікола став попечителем Глухівського дитячого притулку по відомству імператорського людинолюбивого товариства. За це він отримав чин статського радника. У 1902 році він розширив приміщення притулку. Вже на його кошти у притулку було побудовано одноповерховий флігель. Станом на 1912 рік у притулку проживало 73 хлопця та 15 дівчат віком від 8 до 18 років. Початкову освіту хлопці одержували у міському трикласному училищі імені Ф, Терещенка, а дівчата — у початковому училищі. До 1917 року капітал Терещенків зріс до 316 тис. рублів.
Після приходу до влади більшовиків тут до початку 1930-х років продовжував перебувати притулок. А на початку 1930-х років тут було відкрито центральну поліклініку, яка функціонувала до початку вересня 1941 року. З початком німецько-радянської війни 17 липня 1941 року народним комісаріатом охорони здоров'я у складі Харківського військового округу було створено ЕШ № 3449. Він розташовувався у приміщенні районної поліклініки та водолікарні (нині — Глухівський центр дитячої та юнацької творчості). Першим начальником шпиталю призначили Тютькала, а потім його замінив лікар 1-го рангу А. Є. Коханов. З наближенням фашистів до Глухова наприкінці серпня 1941 року всі ці шпиталі з міста були евакуйовані.
Під час окупації в ході німецько-радянської війни в 1941—1943 роках загарбники влаштували у цьому приміщенні інтендантський склад, який під час відступу наприкінці серпня 1943 року, не встигнувши вивезти, спалили. Після пожежі від нього залишилися одні стіни, і навіть два атланти, які
підтримували портик над центральним входом, було зруйновано. В такому стані будівля в центрі міста перебувала майже два десятиліття. На початку 1960-х років, завдяки шефській допомозі заводу «Електропанель», почалося відновлення будівлі і з південного боку до нього прибудовано крило. У 1963—1964 роках зазнав реконструкцій, під час якої перебудовано другий поверх зі збереженням архітектурних форм чолового фасаду. Так було втрачено карниз лицьового фасаду та змінено форму даху..
З початку 1960-х років будинок використовується загальноосвітньою школою I-III ступенів № 3. Наприкінці 1970-х років з двору прибудовано прямокоутний у плані 2-поверховний навчальний корпус, який не впливає на сприйняття пам'ятки з вуличного простору. У 1992 році на пам'ятці були проведені ремонтно-реставраційні роботи.

## Опис
Будинок розташований в історичному середмісті і поставлений із значним відступом від червоної лінії забудови напроти колишньої Чоловічої гімназії (нині корпус Глухівського національного педагогічного університету ім. О. Довженка). Перед будинком є курдонер з квітниками. За містобудівним значенням є рядовим об'єктом, що формує забудову головної вулиці міста й визначає традиційний характер історичного середовища Глухова. Будинок дитячого притулку є пам'яткою доброчинної діяльності родини Терещенків й визначною архітектурною спорудою історичного середмістя Глухова.
Будинок прямокутний у плані. Внутрішнє розпланування коридорне, з двобічним розміщенням кімнат. На вуличному фасаді є три входи, два з яких ведуть у сходові клітини з прямими двомаршевими сходами на другий поверх. Чоловий північний фасад дисиметричний. Архітектурне вирашення фасадів витримане в стилістиці пізнього провінційного класицизму. Рустовані стіни першого поверху прорізані великим арковими вікнами, які мають горизонтальні імпости, архівольти й рельєфно виділені замкові камені. Фасадна площина першого поверху членується на цоколь, поле стіни та архітрав вінчання з маловиразним карнизом. Фасадні площини другого поверху розчленовані лопатками. Прямокутні вікна мають просту тягнуту лиштву й підвіконні полички з нішами й нерозвиненими кронштейнами. Невиразний карниз, який увінчує усю будівлю, є результатом перебудови 1962 року.
Будинок має цегляні стрічкові підмурки. Цегляні стіни, муровані на вапняно-піщаному розчині, зовні й усередині потиньковані. Пофарбування фасадів традиційне для класицизму: тло кольору жовтої вохри, деталі — білі. Перекриття плоскі балкові, підлоги з дощок, дах вальмовий, по дерев'яних кроквах, укритий покрівельною сталлю. Опалення водяне.

## Охорона
Будинок виявлено й обстежено В. Вечерським у 1985 році, включено до Зводу пам'яток історії та культури України (том "Сумська область), а 1998 році поставлено на державний облік, як пам'ятку архітектури місцевого значення з охоронним № 336-См.